# 2018년 부에노스아이레스 G20 정상회의
2018년 부에노스아이레스 G20 정상회의는 아르헨티나의 수도 부에노스아이레스에서 개최된 주요 20개국(G20)의 13번째 회의이다. 남아메리카 지역에서 개최된 최초의 G20 정상회의이기도 하다.

## 준비
아르헨티나 대통령직의 첫 번째 G20 회의는 2017년 12월 초 바릴로체 에서 시작되었다. 중앙은행 부총재, 재무부 차관, 셰르파도 참석하였다. 2018년 11월 30일 세계 지도자들 간의 G20 정상회담을 앞두고 아르헨티나는 전국 11개 도시에서 다양한 정부 및 지역에서 45회 이상의 회의를 주최하였다.

## 참석 정상

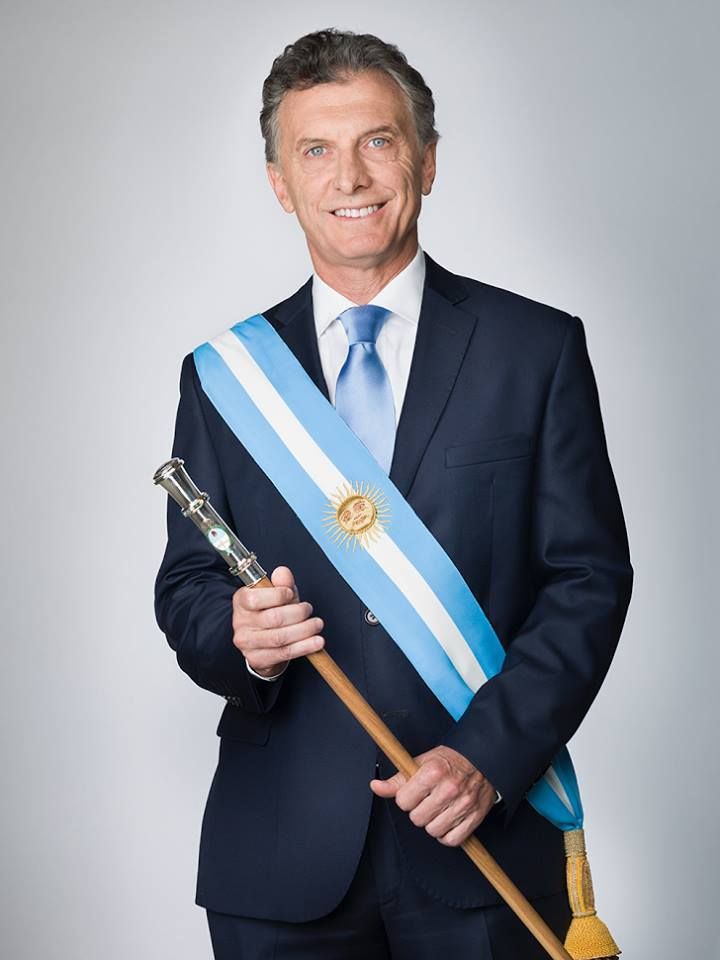
ARG 마우리시오 마크리 대통령 (주최국)
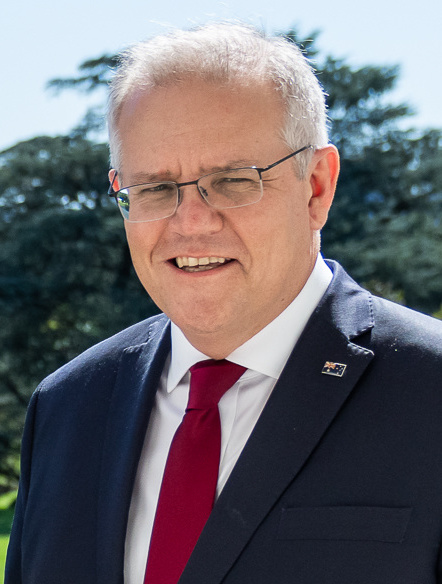
AUS 스콧 모리슨 총리
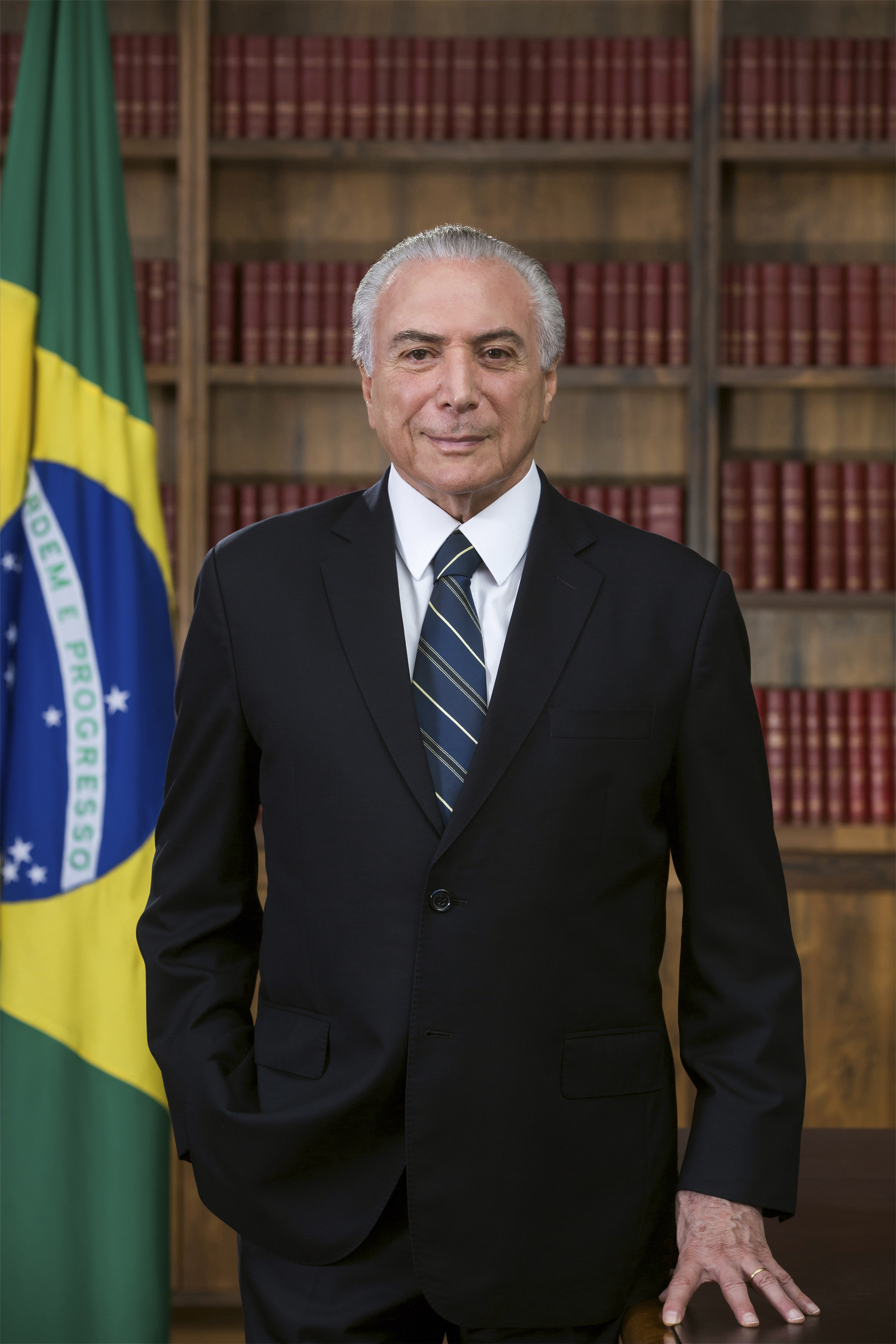
BRA 미셰우 테메르 대통령
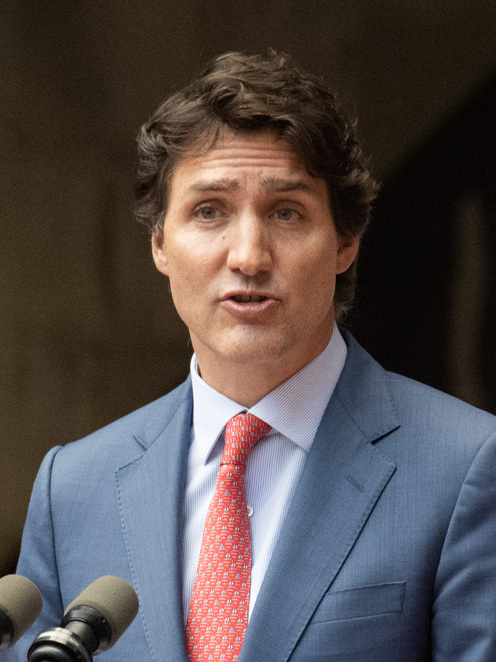
CAN 쥐스탱 트뤼도 총리
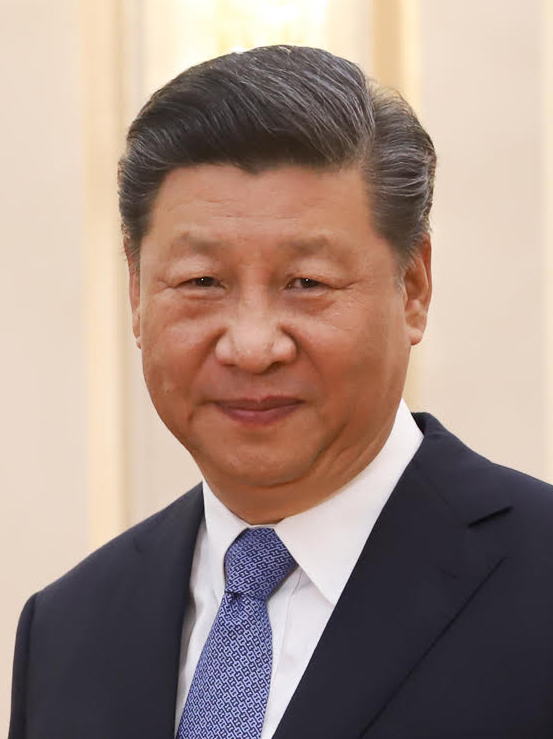
CHN 시진핑 주석
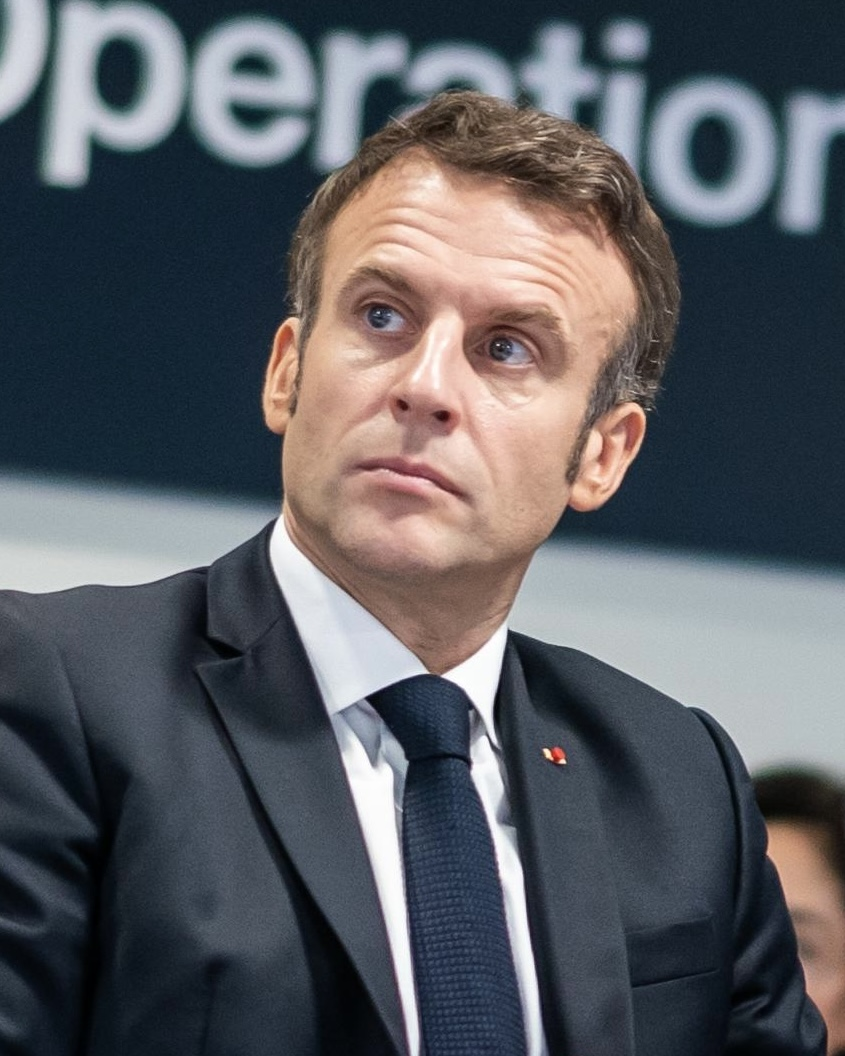
' 에마뉘엘 마크롱 대통령
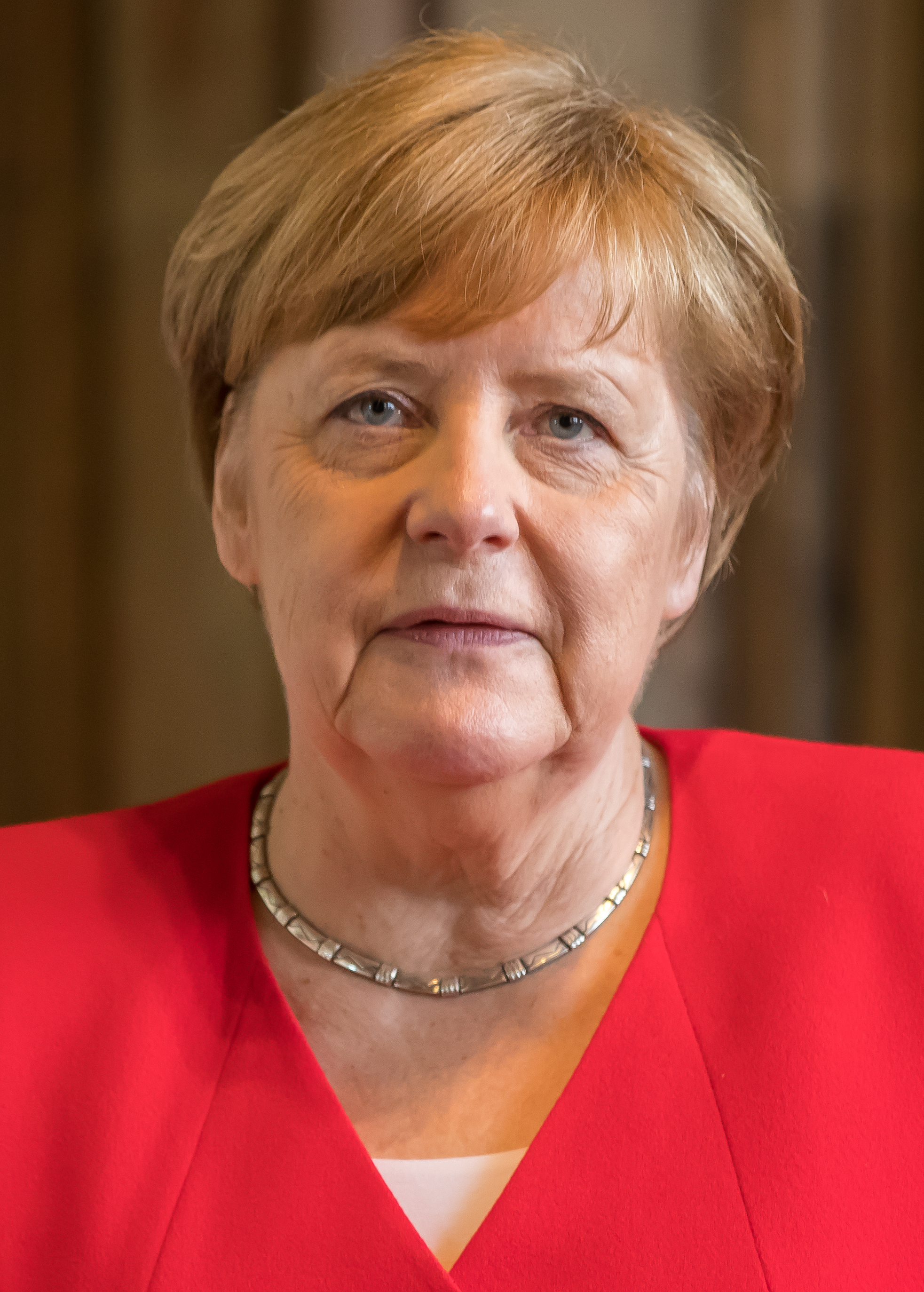
DEU 앙겔라 메르켈 총리
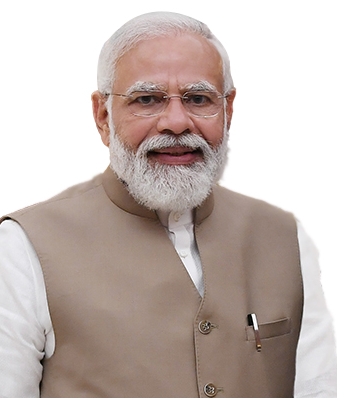
IND 나렌드라 모디 총리
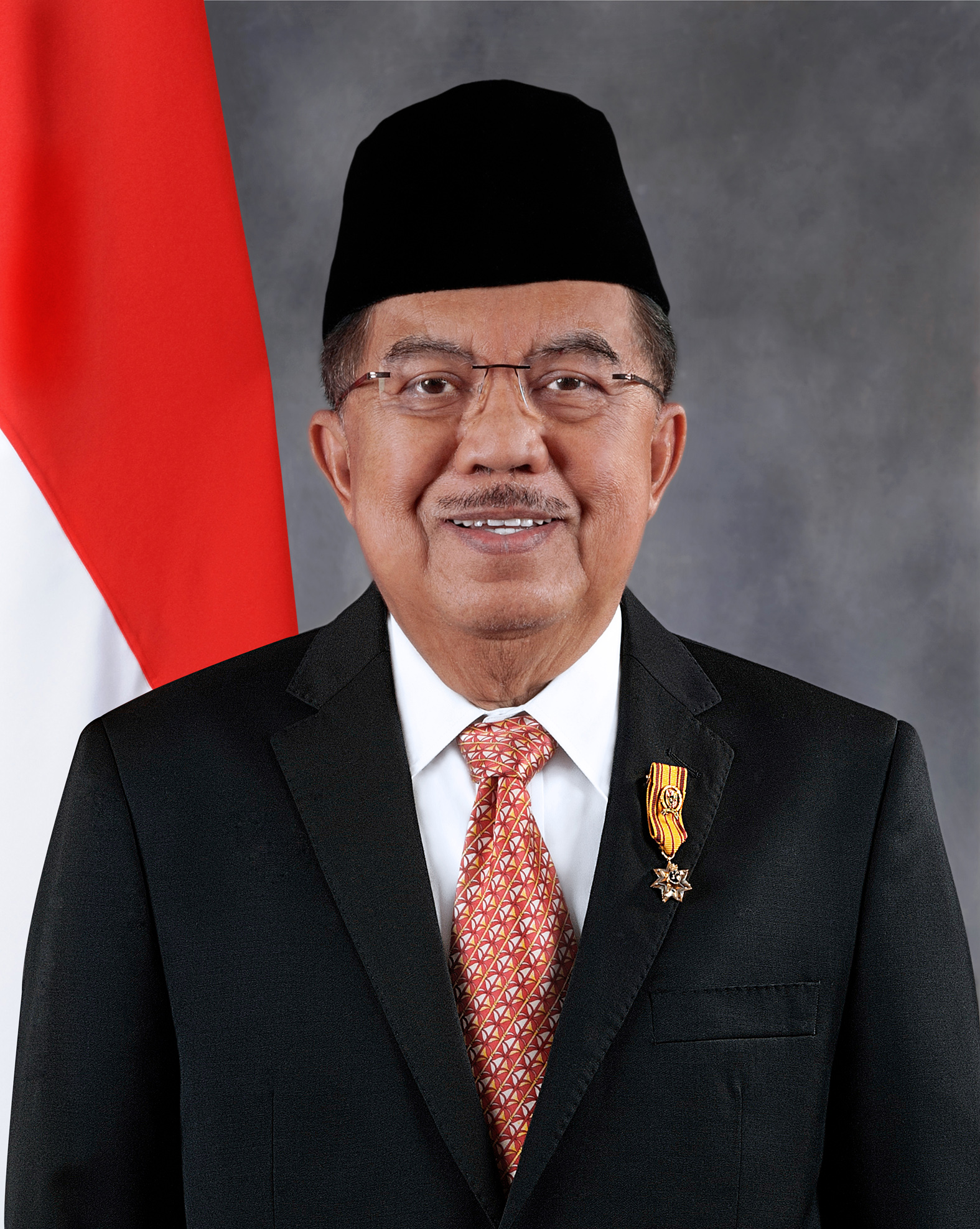
IDN 유숩 칼라 부통령
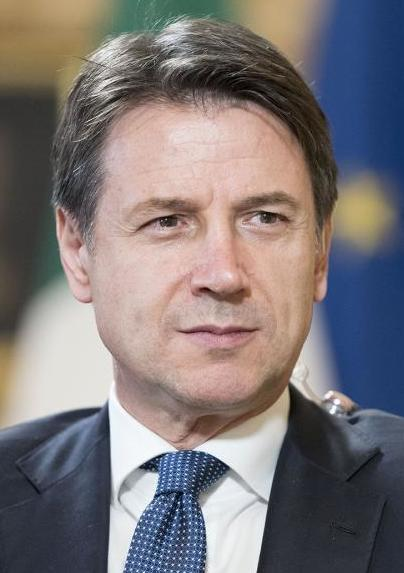
ITA 주세페 콘테 총리
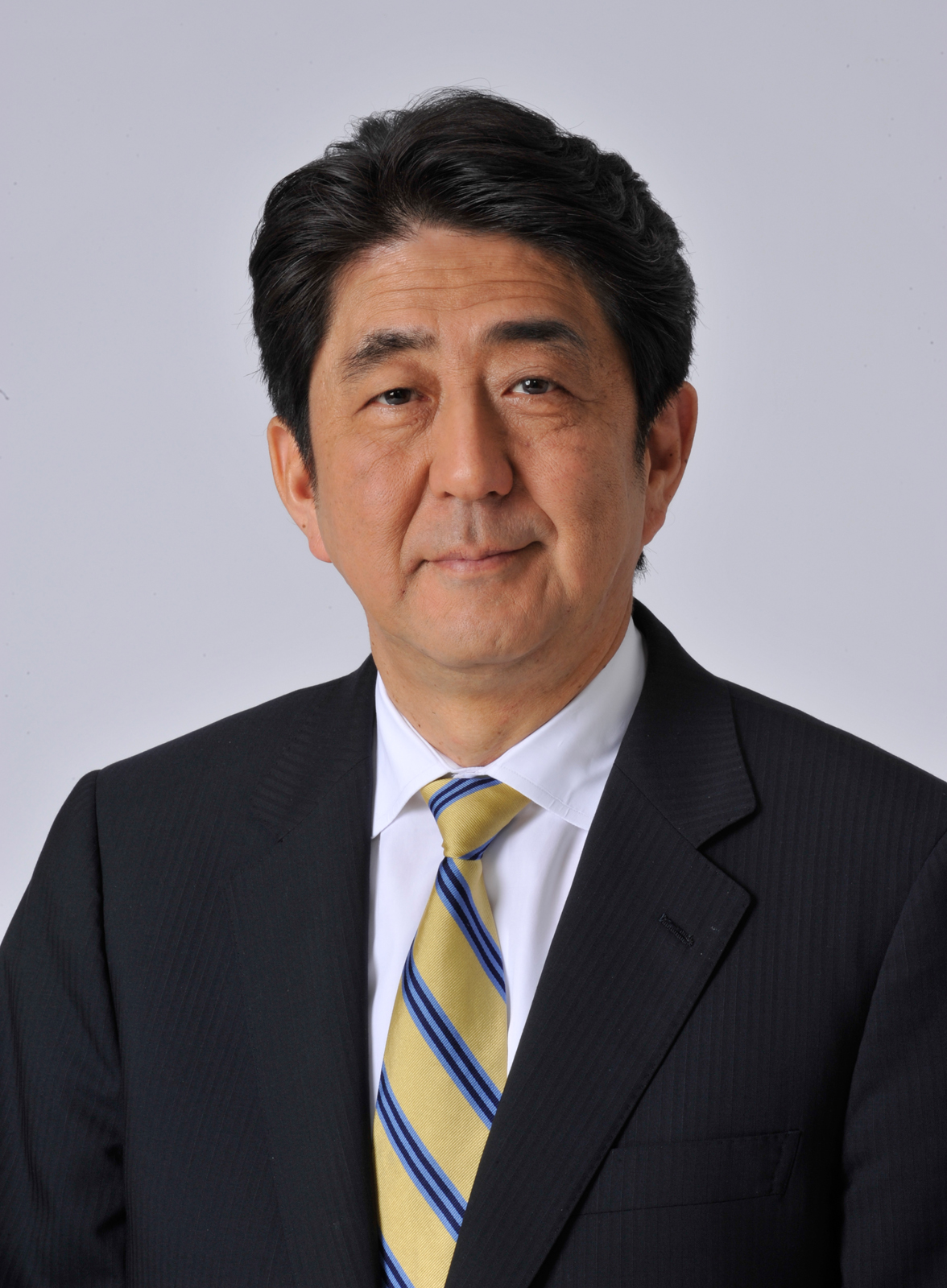
JPN 아베 신조 총리
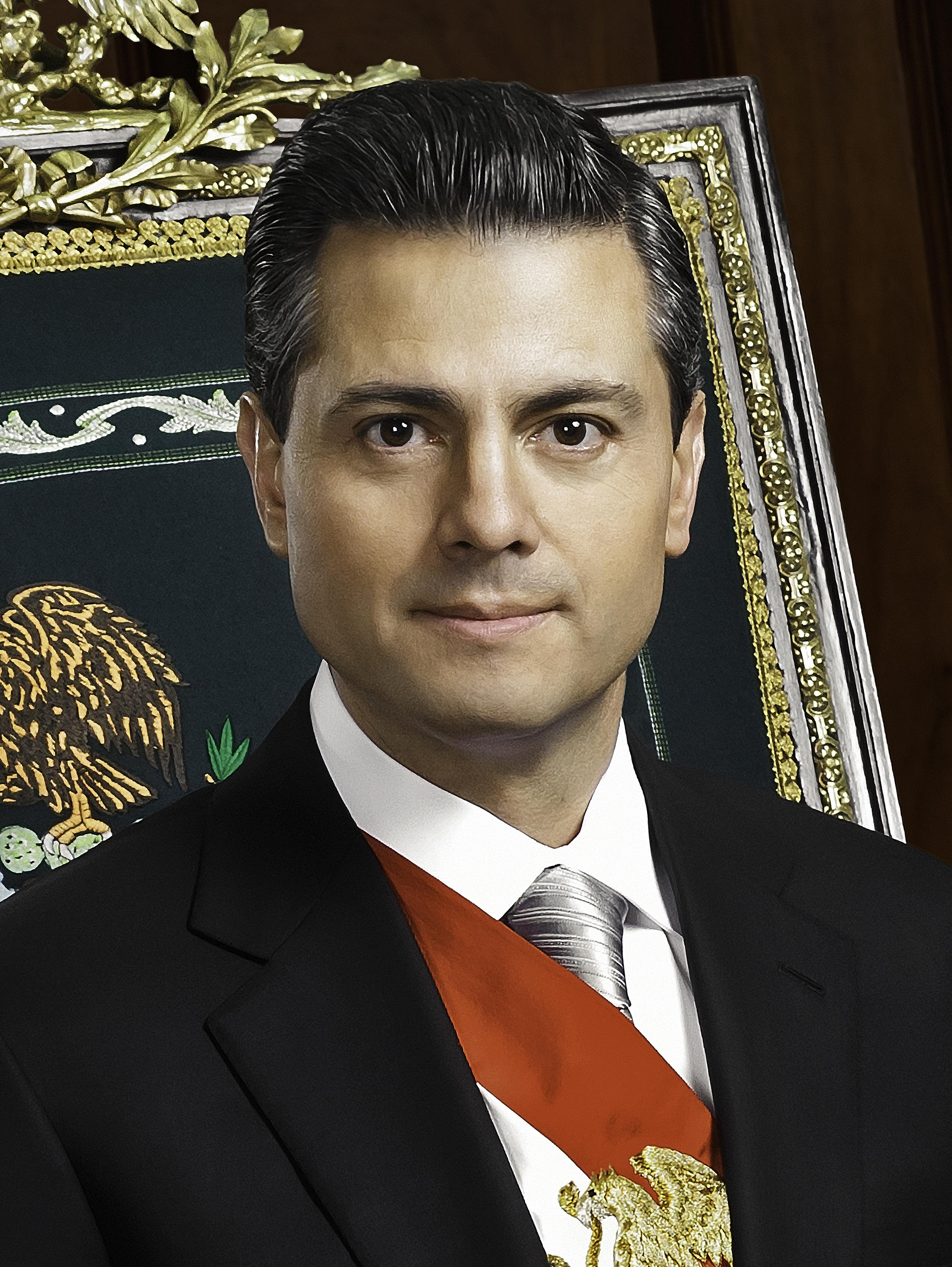
MEX 엔리케 페냐 니에토 대통령
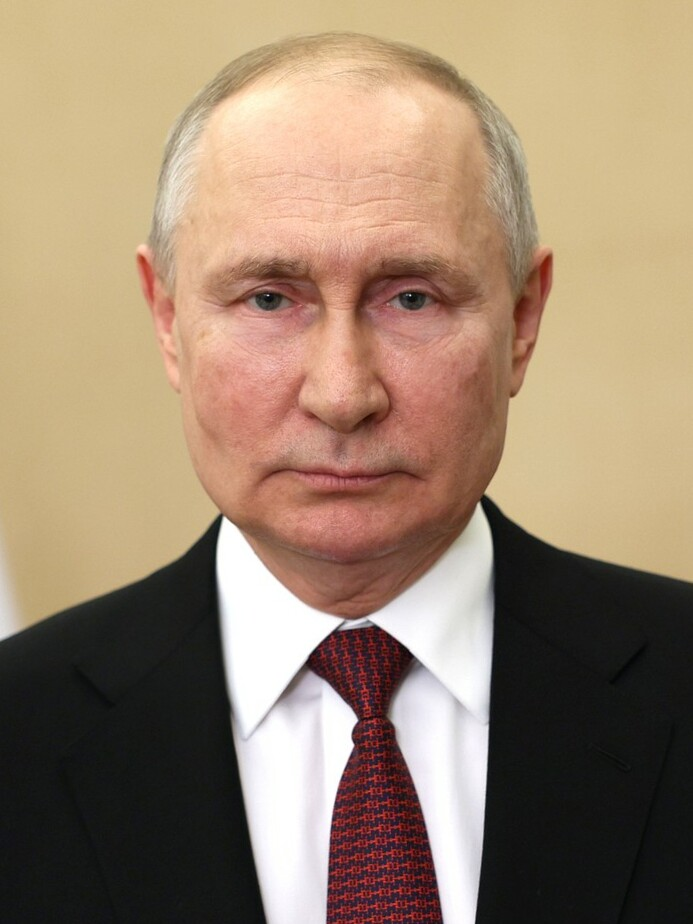
RUS 블라디미르 푸틴 대통령
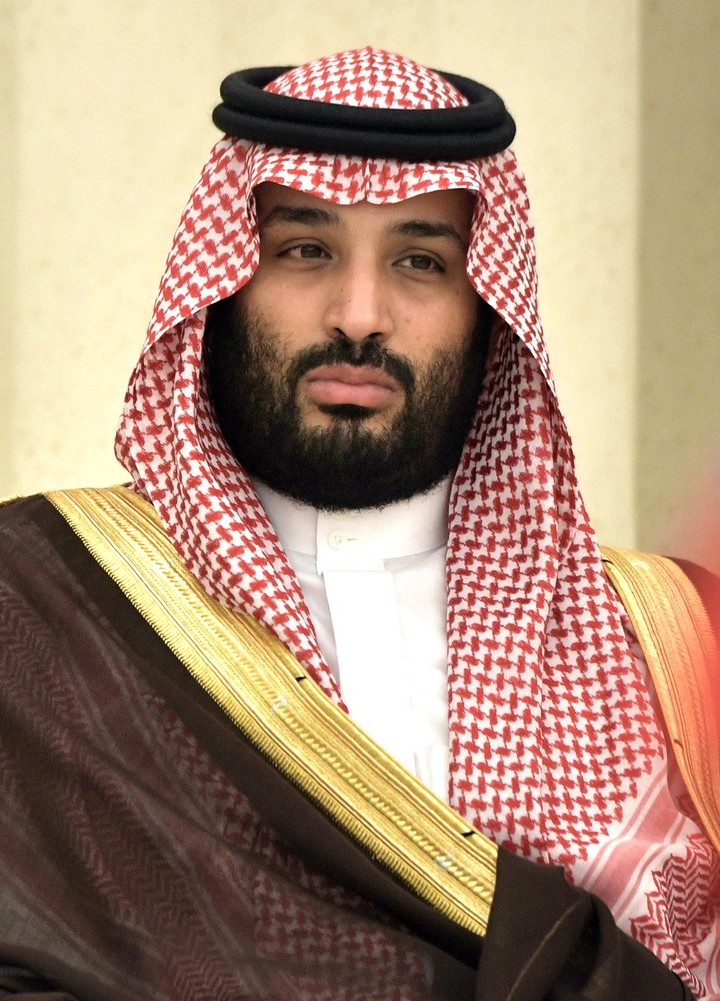
SAU 무함마드 빈 살만 알사우드 왕세자
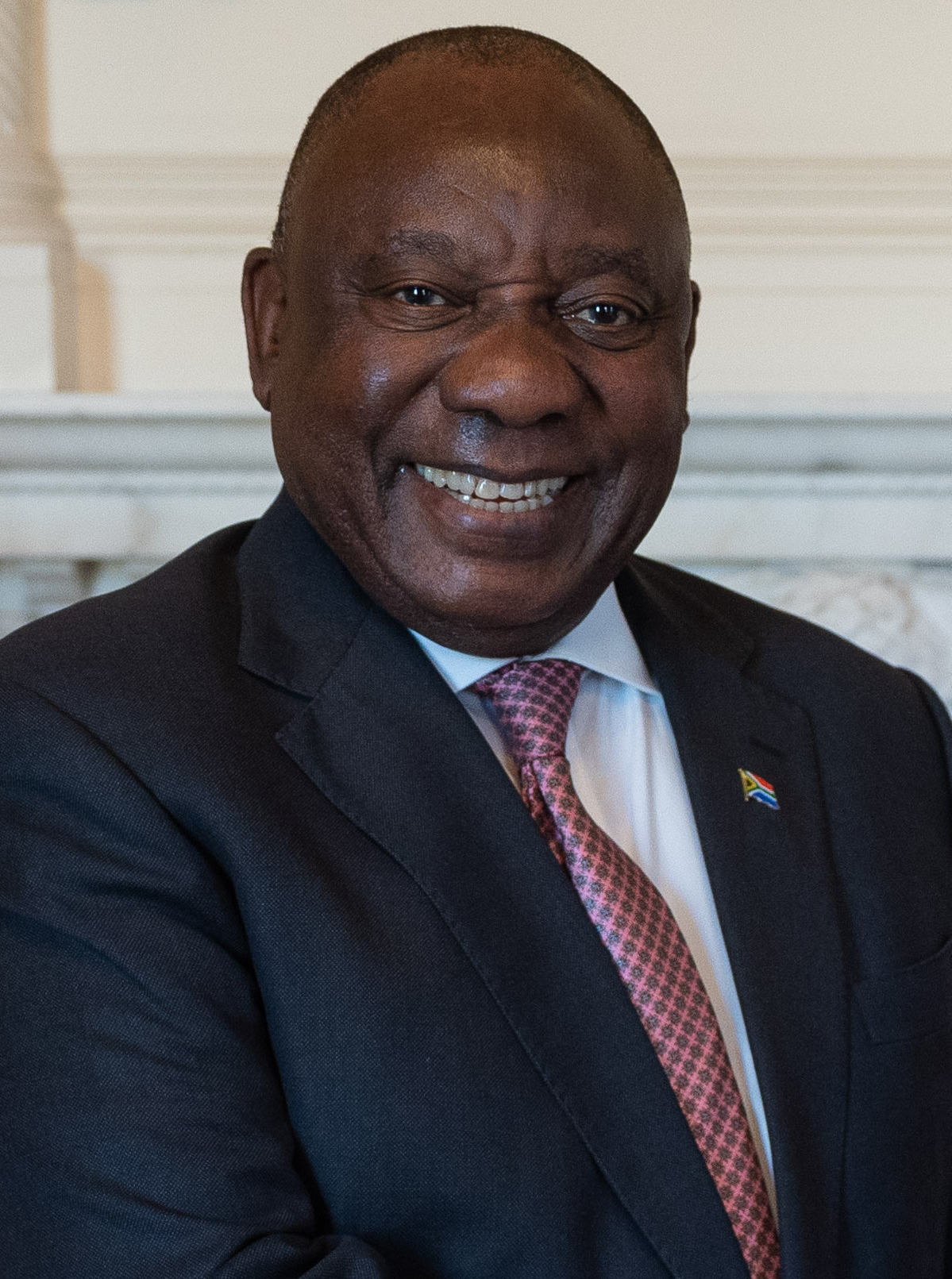
ZAF 시릴 라마포사 대통령
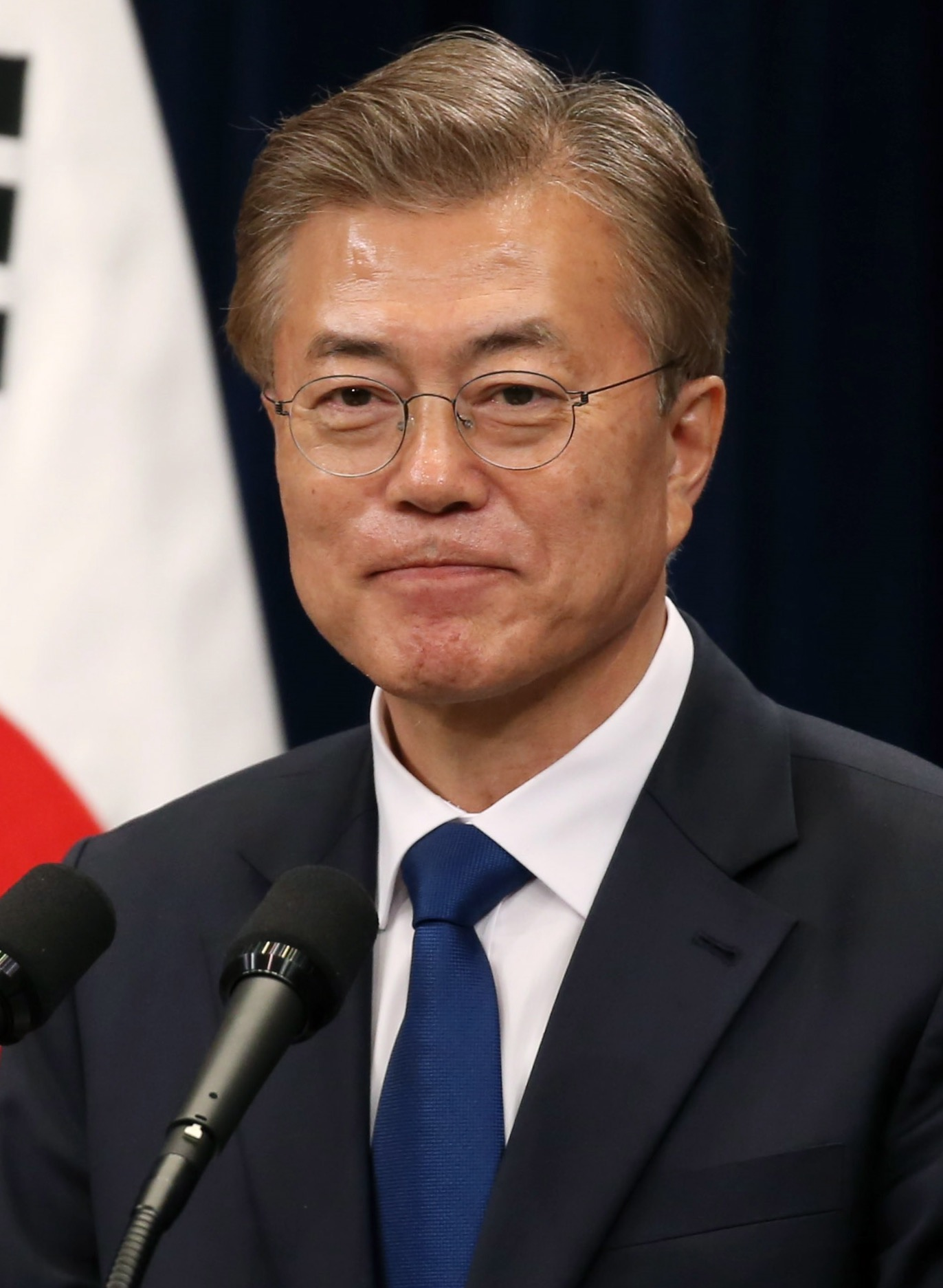
KOR 문재인 대통령
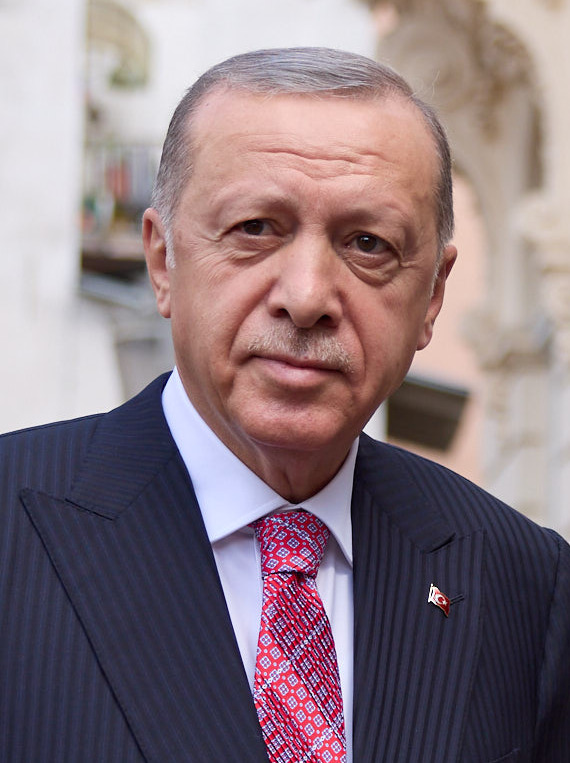
TUR 레제프 타이이프 에르도안 대통령
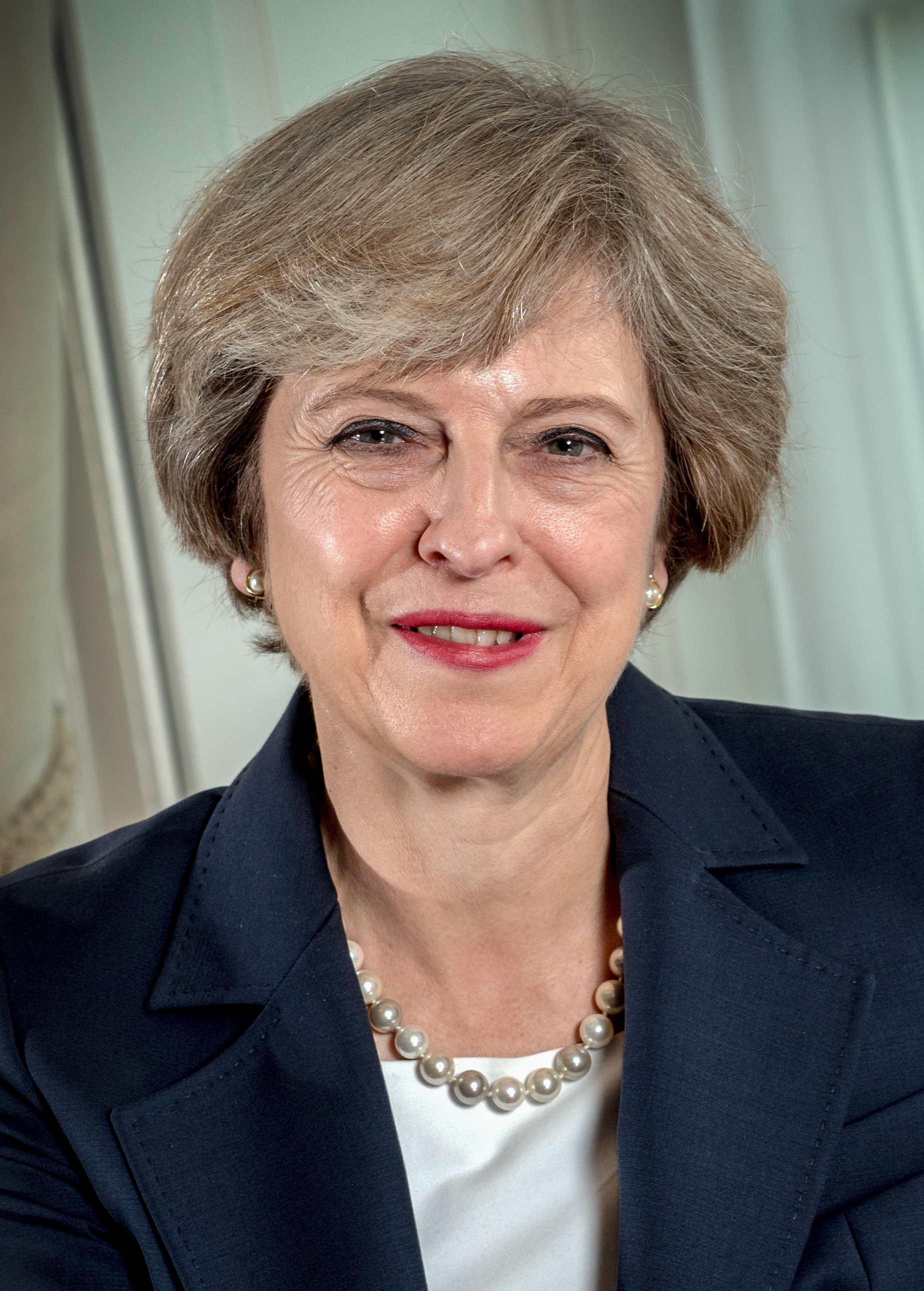
GBR 테리사 메이 총리
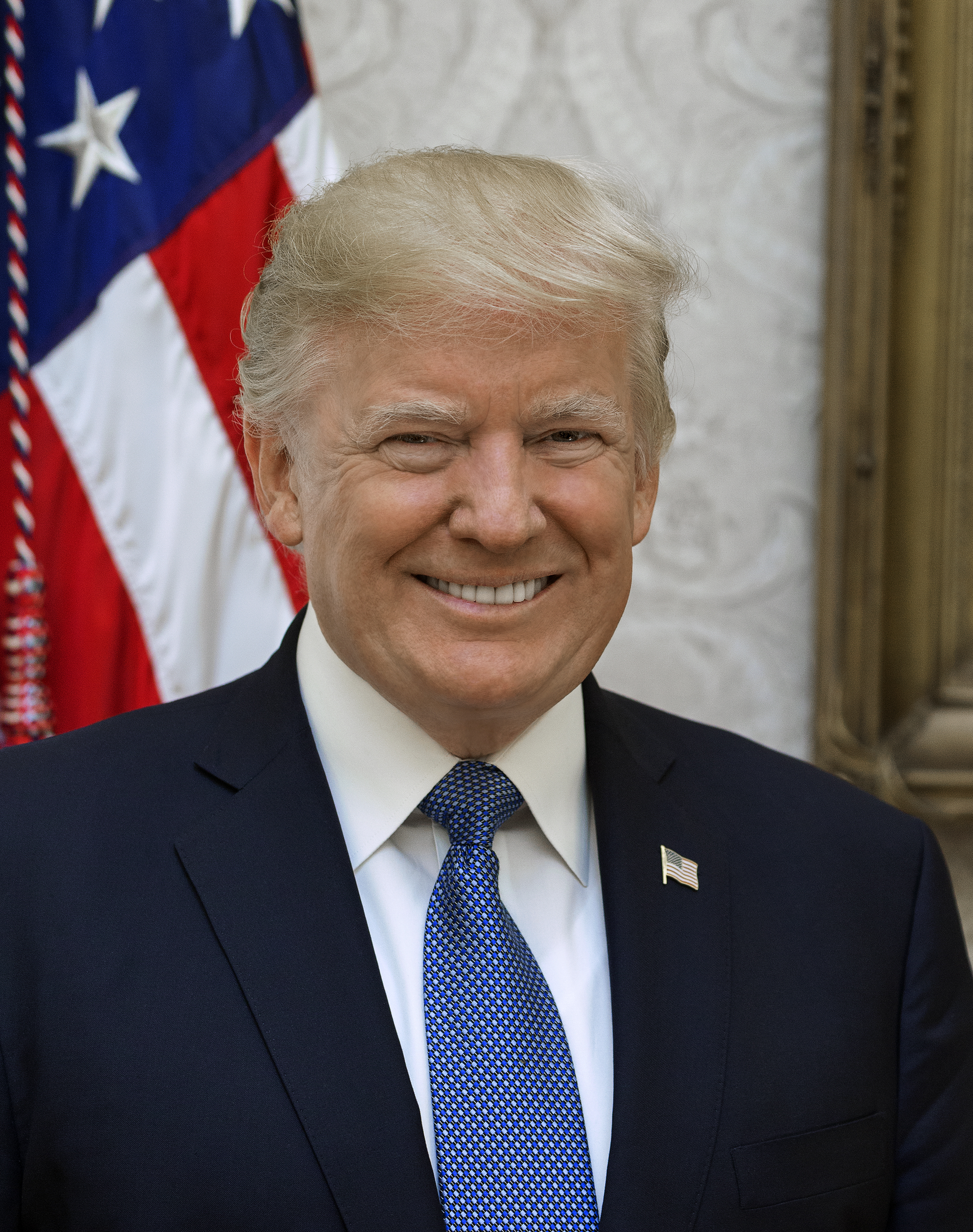
USA 도널드 트럼프 대통령
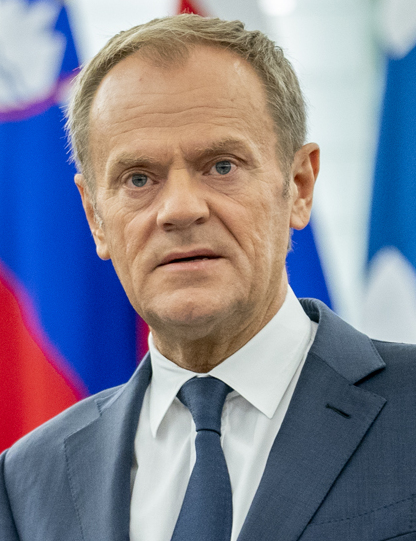
' 도날트 투스크 상임의장
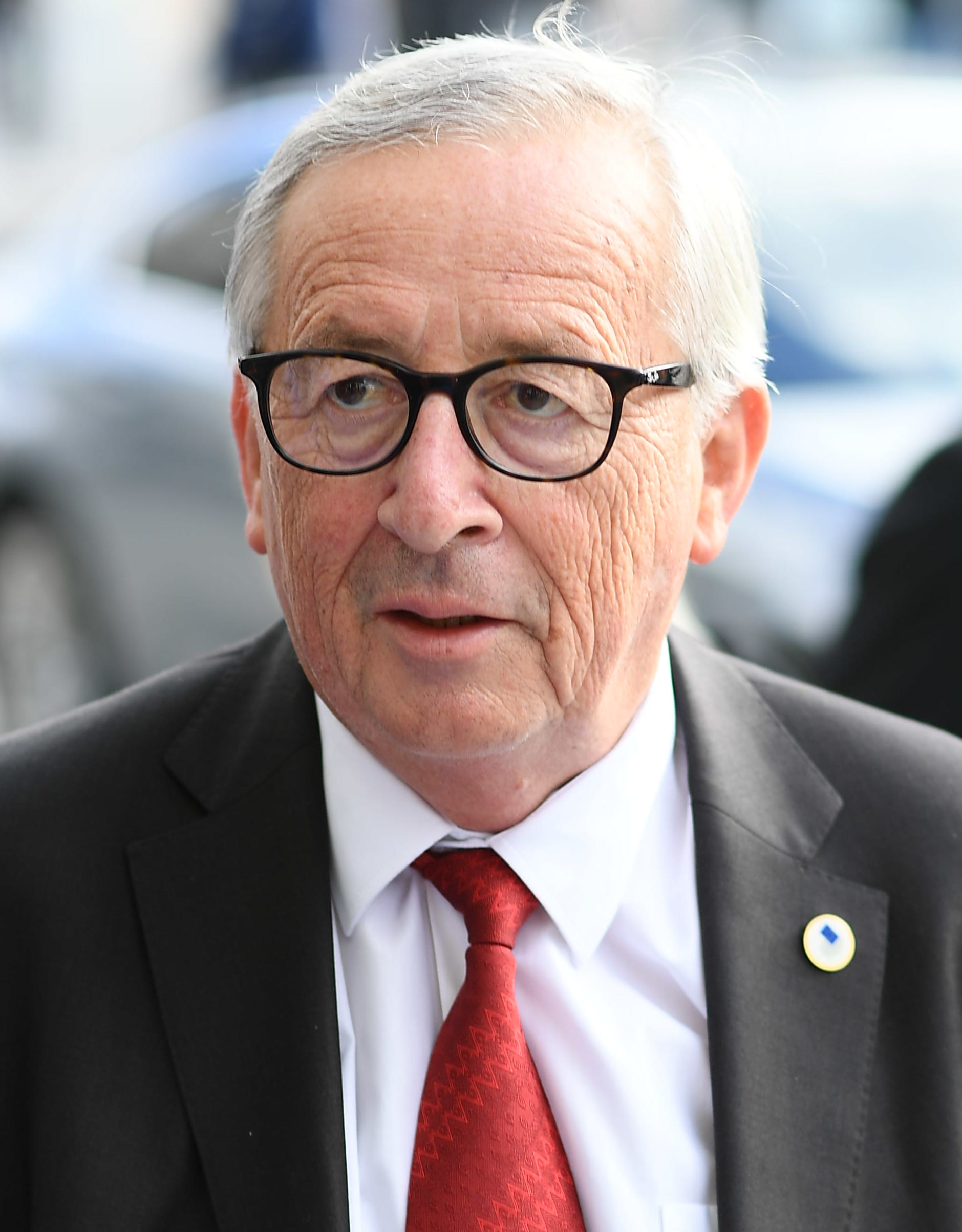
' 장클로드 융커 집행위원장

- 아르헨티나

마우리시오 마크리 대통령 (주최국)
- 오스트레일리아

스콧 모리슨 총리
- 브라질

미셰우 테메르 대통령
- 캐나다

쥐스탱 트뤼도 총리
- 중국

시진핑 주석
- 프랑스

에마뉘엘 마크롱 대통령
- 독일

앙겔라 메르켈 총리
- 인도

나렌드라 모디 총리
- 인도네시아

유숩 칼라 부통령
- 이탈리아

주세페 콘테 총리
- 일본

아베 신조 총리
- 멕시코

엔리케 페냐 니에토 대통령
- 러시아

블라디미르 푸틴 대통령
- 사우디아라비아

무함마드 빈 살만 알사우드 왕세자
- 남아프리카 공화국

시릴 라마포사 대통령
- 대한민국

문재인 대통령
- 튀르키예

레제프 타이이프 에르도안 대통령
- 영국

테리사 메이 총리
- 미국

 도널드 트럼프 대통령
- 유럽 연합

도날트 투스크 상임의장
- 유럽 연합

장클로드 융커 집행위원장

## 참고문헌
1. ↑  “Argentina to chair the G20 in 2018”. Ministry of Foreign Affairs and Worship. 2017년 7월 10일에 원본 문서에서 보존된 문서. 2017년 7월 10일에 확인함.
2. ↑  “Argentina fue elegida sede del G-20 para 2018”. 《Clarín》 (스페인어). 2016년 6월 27일.
3. ↑  “Argentina to host over 45 G20 meetings in 2018”. 2018년 1월 2일. 2018년 1월 20일에 원본 문서에서 보존된 문서. 2018년 1월 19일에 확인함.